# Clara Klug
Clara Klug, née le 16 juin 1994 à Munich, est une fondeuse et biathlète handisport allemande.

## Palmarès

### Jeux paralympiques d'hiver
- Jeux paralympiques d'hiver de 2018
  -  Médaille de bronze en Biathlon 10 km (malvoyante)
  -  Médaille de bronze en Biathlon 12,5 km (malvoyante)